# Сан-Джуниперо
«Сан-Джуниперо» (англ. San Junipero) — четвёртый эпизод третьего сезона научно-фантастического телесериала-антиутопии «Чёрное зеркало». Сценарий написал создатель сериала Чарли Брукер, режиссёром выступил Оуэн Харрис. Премьера состоялась на телеканале Netflix 21 октября 2016 года.

## Сюжет
Действие начинается на пляже, похожем на калифорнийский, в городке Сан-Джуниперо в 1987 году. Застенчивая девушка Йорки (Маккензи Дэвис) посещает Сан-Джуниперо впервые и заходит в местный бар. Неожиданно Келли (Гугу Мбата-Роу) подсаживается к ней и делает вид, будто они давние друзья, чтобы отшить своего бывшего парня Уэса. Келли рассказывает Уэсу, что она хочет провести время с Йорки. В итоге Уэс уходит, а Келли и Йорки действительно проводят время вместе. Между ними появляется сексуальное притяжение, Йорки утверждает, что обручена с парнем по имени Грег, но это не останавливает Келли. Несмотря на заинтересованность, Йорки уходит.
На следующей неделе Йорки снова в баре замечает Келли, которая флиртует с другим мужчиной. Йорки говорит, что теперь она готова, они целуются и едут в бунгало Келли, где занимаются сексом. Йорки признается, что это её первый секс, а Келли — что была ранее замужем. Сцена заканчивается ровно в полночь.
На следующей неделе Йорки ищет Келли, но не может найти. Она замечает Уэса и спрашивает у него, где Келли. Уэс рекомендует ей «попробовать другое время», и сообщает, что «видел её в 80-х, 90-х и даже однажды в 2002 году». Йорки тратит несколько недель на поиски Келли и находит её в 2002 году. Они ссорятся, Келли рассказывает, что в реальном мире она умирает и хочет просто отдыхать, не завязывая крепких отношений в Сан-Джуниперо. Они снова спят вместе, и Келли говорит Йорки, что хочет встретиться с ней в реальной жизни.
Середина XXI века. Новейшие технологии позволяют загрузить сознание людей, которые умирают или уже умерли, в систему имитации реальности, где они могут жить вечно молодыми в городе Сан-Джуниперо. Живые люди могут попасть в Сан-Джуниперо только «в гости», время визитов ограничено пятью часами в неделю. Старая Келли (Дениз Бёрс) в реальном мире умирает от рака. Она приезжает посетить старушку Йорки — полностью парализованную женщину, подключённую к аппарату жизнеобеспечения. Йорки оказалась парализованной в результате попытки самоубийства после того, как родители отказались от неё из-за её гомосексуальности.
Технология Сан-Джуниперо является относительно новой, поэтому сейчас Йорки получила шанс прожить полноценную жизнь. Она планирует перенести своё сознание в облачное хранилище после смерти — этот процесс называется «переход». Поскольку её семья очень религиозна, никто из них не хочет подписывать документы, которые позволили бы Йорки осуществить переход, поэтому она решает выйти замуж за Грега — медбрата, чтобы он мог официально представлять её интересы. Узнав об этом, Келли спонтанно просит дополнительные несколько минут в Сан-Джуниперо, где предлагает Йорки заключить брак с ней, и Йорки соглашается. Они женятся, и Келли подписывает документы относительно эвтаназии Йорки, которая осуществляется через несколько часов после свадьбы.
Йорки переходит в Сан-Джуниперо, но разочарована, что может видеть Келли всего лишь несколько часов в неделю. Она просит Келли также осуществить переход, но та отказывается. Она планирует умереть без перехода в Сан-Джуниперо, как это сделал её муж, с которым она прожила 49 лет. У Келли с мужем была дочь, которая умерла в возрасте 39 лет. И когда мужу Келли предложили переход в Сан-Джуниперо, он отказался, так как для их дочери не было такой возможности. Йорки и Келли ссорятся, и Келли уходит.
Проходит время, состояние Келли в реальном мире ухудшается. В конце концов она меняет своё мнение и решает осуществить переход, поэтому они с Йорки могут счастливо жить вечно. Её физическое тело похоронено вместе с её мужем и дочерью. В сцене во время титров видно, как Келли и Йорки встречаются в Сан-Джуниперо перед тем, как начать вечную совместную жизнь и то, как компьютер оперирует массивом данных людей, которые перенесли своё сознание в Сан-Джуниперо.

### Связи с другими эпизодами
Отсылки к эпизоду «Сан-Джуниперо» имеются в шестом эпизоде четвёртого сезона («Чёрный музей»).

## Производство
Брукер написал сценарий к «Сан-Джуниперо», потому что хотел создать историческую драму в рамках «Чёрного зеркала», а вдохновила его ностальгическая терапия для пожилых людей. В первом варианте сценария любовная линия была между гетеросексуальной парой, однако Брукер изменил её. По его мнению, это придало эпизоду дополнительный резонанс, поскольку в 1987 году однополые браки были вне закона.

## Музыкальное решение
- Брукер признался, что решил использовать песню «Heaven Is a Place on Earth» в исполнении Белинды Карлайл (которая звучит в начале и в финальных титрах эпизода) после того, как услышал её в подкасте Spotify в плейлисте музыки за 1987 год — в это время он как раз начал писать сценарий.
- На 28:31 идёт включение фрагмента из клипа «Ironic» — третьего сингла Аланис Мориссетт с альбома 1995 года Jagged Little Pill. Справа от экрана в кадре в этот момент показывается табличка «1996».

## Критика
Эпизод получил положительные отзывы критиков и имеет самый высокий рейтинг 8.6 из 10 среди всех серий 3 сезона по мнению пользователей Internet Movie Database.
- Бенджамин Ли из The Guardian отметил, что «эпизод ведёт зрителя в удивительные, но несомненно болезненные места»[4].
- Тим Гудман из издания The Hollywood Reporter похвалил «эмоциональность, которая только наичерствейшего человека не заставит пустить слезу»[5].
- Адам Читвуд с Collider и Мэтт Фаулер с IGN описали эпизод как «лучшую серию сезона»[6][7].